# José Luis Leal
José Luis Leal Maldonado (Grenade, 1936) est un homme politique et entrepreneur espagnol.

## Formation et activités professionnelles
Il a étudié le droit, de 1948 à 1955, à l'Université Complutense de Madrid, à la même période que le futur Juan Carlos Ier. Au cours de ses études supérieures, il entra en contact avec les Jeunesses monarchiques espagnoles et intégra, en 1958, le Front de libération populaire  (FELIPE, organisation clandestine socialiste).
Il travailla quelque temps dans le cabinet juridique de Manuel Jiménez de Parga puis entreprit, en 1961, de faire un voyage en Suisse et à Paris, où il effectua des études d'économie à La Sorbonne, avant de travailler quelques années pour l'Organisation pour la coopération et le développement économique (OCDE).
Après avoir quitté la vie politique en 1982, il devient conseiller auprès de la direction de la banque Bilbao Vizcaya. En 1990, il est nommé président de l'Association espagnole des banques et le reste jusqu'en janvier 2006.

## Vie politique
Au début de la Transition démocratique, José Luis Leal Maldonado adhère à l'Union du centre démocratique (UCD) et est nommé, en mars 1978, secrétaire d'État chargé des Affaires économiques auprès du ministre des Affaires économiques, Fernando Abril Martorell.
Le 6 avril 1979, à l'occasion de la formation du second gouvernement d'Adolfo Suárez, il est nommé ministre de l'Économie mais perd son portefeuille lors du remaniement ministériel du 9 mai 1980.